# آفنا
آفنا (به لاتین: Afna) یک منطقهٔ مسکونی در روسیه است که در داغستان واقع شده‌است.